# سباق الكيرين للسيدات في بطولة الدراجات على المضمار
سباق الكيرين للسيدات في بطولة الدراجات على المضمار هو أحد سباقات بطولة العالم للدراجات على المضمار للسيدات.

## الميداليات
| البطولة | الذهبية                     | الفضية                    | البرونزية                 |
| ------- | --------------------------- | ------------------------- | ------------------------- |
| 2002    | لي نا (متسابقة) (CHN)       | كلارا سانشيز (دراج) (FRA) | Rosealee Hubbard (AUS)    |
| 2003    | سفيتلانا جرانكوفسكايا (RUS) | آنا مارس (AUS)            | أوكسانا جريشينا (RUS)     |
| 2004    | كلارا سانشيز (دراج) (FRA)   | Elisa Frisoni (ITA)       | جيني ريد (USA)            |
| 2005    | كلارا سانشيز (دراج) (FRA)   | Elisa Frisoni (ITA)       | Yvonne Hijgenaar (NED)    |
| 2006    | Christin Muche (GER)        | كلارا سانشيز (دراج) (FRA) | قوه شوانغ (CHN)           |
| 2007    | فيكتوريا بندلتون (GBR)      | قوه شوانغ (CHN)           | آنا مارس (AUS)            |
| 2008    | جيني ريد (USA)              | فيكتوريا بندلتون (GBR)    | Christin Muche (GER)      |
| 2009    | قوه شوانغ (CHN)             | كلارا سانشيز (دراج) (FRA) | Willy Kanis (NED)         |
| 2010    | سيمونا كروبيكيت (LTU)       | فيكتوريا بندلتون (GBR)    | أولغا بانارينا (BLR)      |
| 2011    | آنا مارس (AUS)              | أولغا بانارينا (BLR)      | كلارا سانشيز (دراج) (FRA) |
| 2012    | آنا مارس (AUS)              | Ekaterina Gnidenko (RUS)  | كريستينا فوجل (GER)       |
| 2013    | بيكي جيمس (GBR)             | غونغ جينجي (CHN)          | ليساندرا غيرا (CUB)       |
| 2014    | كريستينا فوجل (GER)         | آنا مارس (AUS)            | بيكي جيمس (GBR)           |
| 2015    | آنا مارس (AUS)              | Shanne Braspennincx (NED) | ليساندرا غيرا (CUB)       |